# 滝窪町
滝窪町（たきくぼまち）は、群馬県前橋市の地名。旧勢多郡大胡町大字滝窪にあたる地名である。面積は3.79km2(2013年現在)。郵便番号は371-0235。

## 地理
赤城山の南麓、寺沢川上流域に位置する。
北部には寺沢ダムと寺沢ダムのダム湖である寺沢沼がある。

### 河川
- 寺沢川

### 湖沼

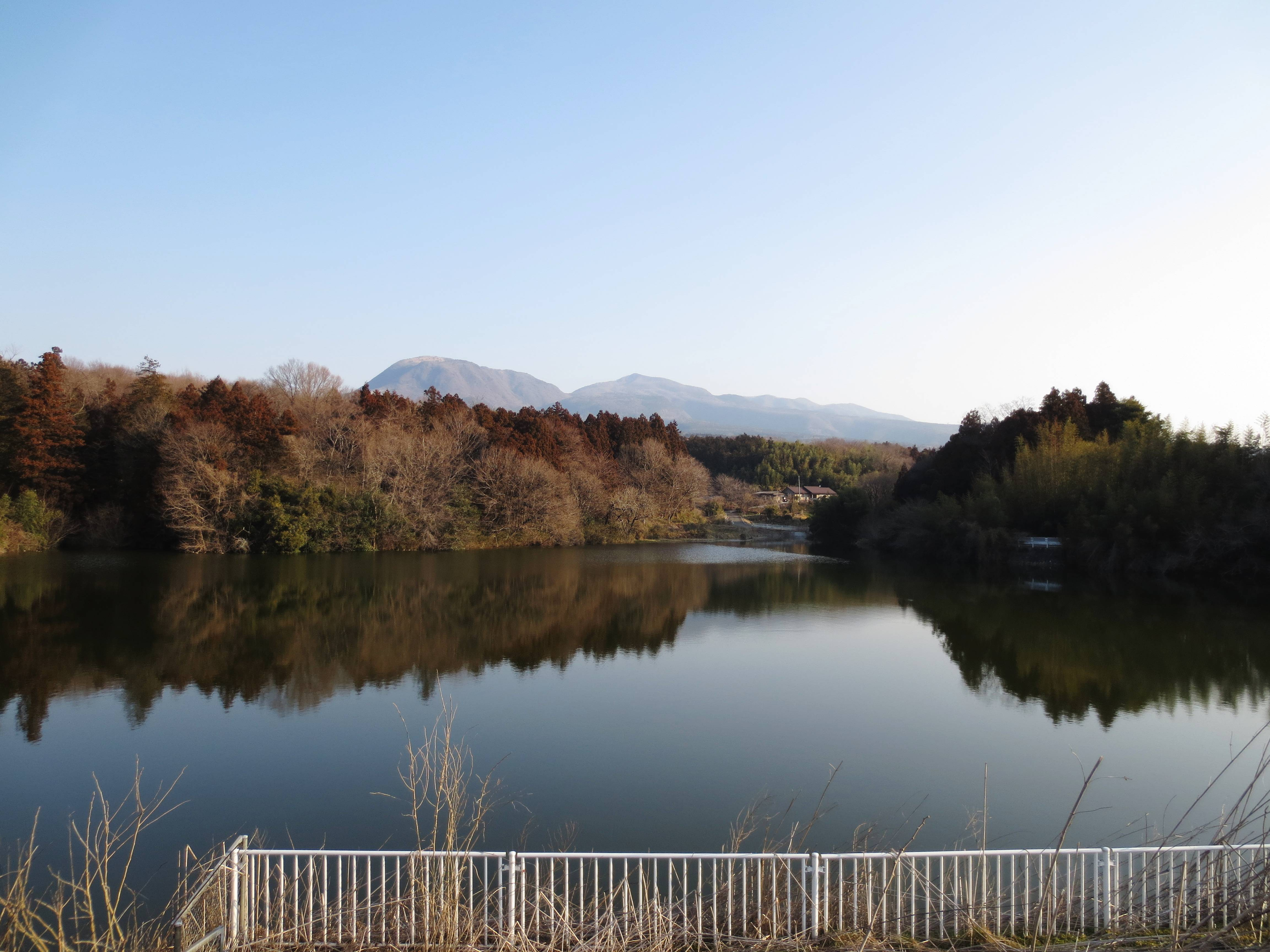
寺沢沼

- 寺沢沼（寺沢ダム）

## 歴史
江戸時代頃からある地名である。はじめは大胡藩領、元和3年に前橋藩領、明和6年に幕府領、天明6年から前橋藩領だった。

### 年表
- 1889年 市町村制が施行され、1町7村が合併し、群馬県南勢多郡大胡村大字滝窪となる。
- 1896年 郡統合（東群馬郡と南勢多郡の統合）により勢多郡に所属し勢多郡大胡村大字滝窪となる。
- 1899年 大胡村が町制施行し大胡町が成立し勢多郡大胡町大字滝窪となる。
- 1993年4月1日 町内を通っていた群馬県道大間々宮城子持線が国道353号に昇格し、町内に初めて国道が通る事となる。
- 2004年 平成の大合併で大胡町は、宮城村、粕川村とともに、前橋市に合併し、群馬県前橋市滝窪町となる。
- 2017年5月12日 当町の全域が区域となっている前橋・赤城地域が、チッタスロー国際連盟に加盟する[6]。

## 世帯数と人口
2017年（平成29年）8月31日現在の世帯数と人口は以下の通りである。
| 町丁   | 世帯数  | 人口    |
| ------ | ------- | ------- |
| 滝窪町 | 547世帯 | 1,469人 |

## 小・中学校の学区
市立小・中学校に通う場合、学区は以下の通りとなる。
| 番地 | 小学校             | 中学校             |
| ---- | ------------------ | ------------------ |
| 全域 | 前橋市立滝窪小学校 | 前橋市立大胡中学校 |

## 交通

### 鉄道
町内に鉄道駅はなく、上毛電気鉄道上毛線江木駅や大胡駅が周辺にある。

### バス
赤城タクシーが運行を行っているデマンドバス方式のふるさとバスがある。

### 道路

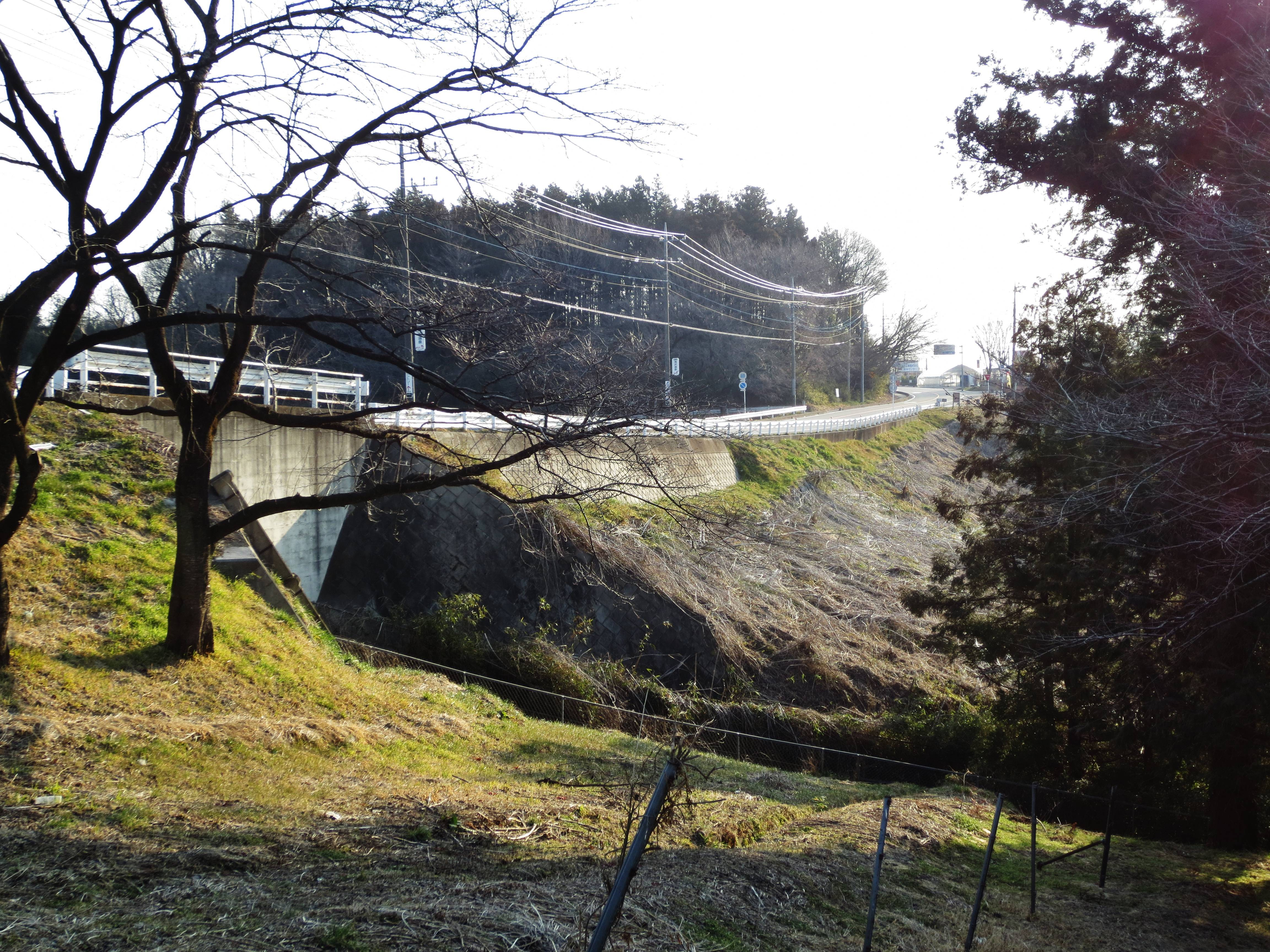
寺沢ダム天端を走る国道353号

国道353号が町内の北部を東西に、群馬県道101号四ツ塚原之郷前橋線が町内の中部を東西に通過。

## 施設
- 前橋市立滝窪小学校
- 八柱神社
- 道の駅ぐりーんふらわー牧場・大胡

## 避難所
当町が避難対象区域となった場合、町内にある前橋市立滝窪小学校に避難する。